# Archips oporana
Archips oporana, auch Kiefernnadelwickler genannt, ist ein Schmetterling aus der Familie der Wickler (Tortricidae).

## Merkmale
Die männlichen Falter erreichen eine Flügelspannweite von 19 bis 21 Millimeter, die Weibchen von 22 bis 28 Millimeter. Die Vorderflügel sind violettocker gefärbt und tragen eine kastanienbraune Zeichnung. Die Flügelspitze (Apex) springt etwas vor.

## Ähnliche Arten
- Archips podana (Scopoli, 1763)
- Archips betulana (Hübner, 1787)

## Synonyme
- Archips pyrastrana (Hübner, 1822)
- Archips picaena Linnaeus, 1758

## Vorkommen
Die Falter sind in Europa weit verbreitet und bewohnen Misch- und Nadelwälder.

## Lebensweise
Die oligophagen Raupen fressen an den Nadeln und Trieben der Waldkiefer (Pinus sylvestris), der Weißtanne (Abies alba), an Fichten (Picea), Lärchen (Larix), Wacholder (Juniperus) und anderen Nadelholzgewächsen. Die Larven verpuppen sich am Fraßort.

### Flug- und Raupenzeiten
Archips oporana bildet eine Generation im Jahr, die von Juni bis Juli fliegt. Die Aktivitätszeit der Falter beginnt am Nachmittag und reicht bis zum frühen Abend. Die Raupen können von September bis Anfang Juni angetroffen werden.